# Joakim von Braun
Joakim von Braun, född 1955, är en svensk författare, specialiserad på IT-säkerhet och underrättelseverksamhet.

## Biografi
von Braun studerade 1976–1979 statsvetenskap, sociologi och socialantropologi vid Stockholms universitet, och avlade filosofie kandidatexamen. Mellan 1979 och 1988 arbetade han på Utredningsbyrån för Samhällsfrågor och Timbro. Han har arbetat åt den svenska Säkerhetspolisen och åt den militära underrättelsetjänsten IB, numera Kontoret för särskild inhämtning, KSI. von Braun är ofta tillfrågad av svenska medier vid större IT-säkerhets- och spionhändelser.
Efter Sovjetunionens och Warszawapaktens upplösning har han främst arbetat med IT- och Informationssäkerhet, bland annat som säkerhetsrådgivare åt företagen Symantec 2001–2005 och sedan 2007 åt High Performance Systems, HPS.  Han driver också den egna firman von Braun Security Consultants.
Verksamhetsåren 2009–2010 var Joakim von Braun sekreterare i Föreningen Sveriges Öga och Öra, som främjar forskning och studier i underrättelse- och säkerhetstjänsternas historia. Sedan hösten 2013 samarbetade han med Svenskt Militärhistoriskt Bibliotek, SMB, där han bland annat skriver i tidskriften Pennan & Svärdet samt i SMB:s nyhetsbrev Militärt.nu.
von Braun har de senaste åren publicerat en lång rad artiklar, recensioner och kortare kommentarer på Facebook i frågor som rör rysk och sovjetisk underrättelseverksamhet. Han har även publicerat ett antal äldre och nyare rapporter om samma ämne, bland annat Grundkurs i sovjetisk underrättelsetjänst och Rysslands civila underrättelsetjänst 1991-2020.